# 蓬蒂-迪瓦古什
蓬蒂-迪瓦古什是葡萄牙阿威罗区的一个堂区。总面积6.22平方公里，总人口1706人，人口密度274.3人/平方公里。